# Chiya Habou
Chiya Habou (auch: Chia, Chiya Tahabou, Chiyata Habou, Chiya Ta Habou, Chiyatahabou, Chiya Tamabou) ist ein Dorf in der Landgemeinde Gaffati in Niger.

## Geographie

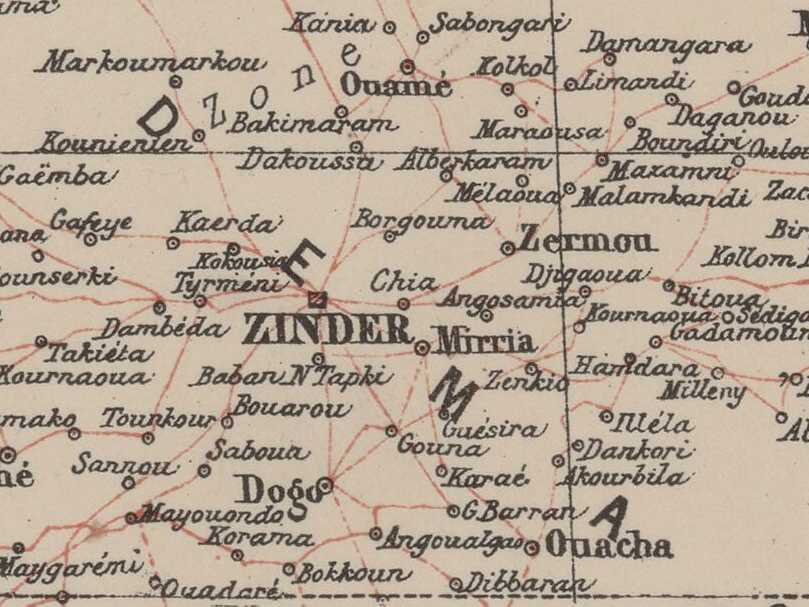
Ausschnitt einer Karte von 1903 mit Chiya Habou (Chia) im Zentrum

Das Dorf befindet sich rund sieben Kilometer südöstlich des Hauptorts Gaffati der gleichnamigen Landgemeinde, die zum Departement Mirriah in der Region Zinder gehört. Nachbardörfer von Chiya Habou sind Chiya Mala im Osten und Chiyata Anga im Westen.
Nördlich der drei Dörfer erstreckt sich der bis zu 250 Hektar große periodische See Mare de Chiya, dessen Feuchtgebiet als Important Bird Area klassifiziert ist. Die Landschaft südlich der Dörfer ist von vielen zwischen Transversaldünen gelegenen kleinen Niederungen geprägt, die längliche Formen aufweisen. Es herrscht das Klima der Sahelzone vor, mit einer durchschnittlichen jährlichen Niederschlagsmenge zwischen 300 und 400 mm.

## Bevölkerung
Bei der Volkszählung 2012 hatte Chiya Habou 1461 Einwohner, die in 210 Haushalten lebten. Bei der Volkszählung 2001 betrug die Einwohnerzahl 988 in 184 Haushalten und bei der Volkszählung 1988 belief sich die Einwohnerzahl auf 586 in 87 Haushalten.

## Wirtschaft und Infrastruktur
Es gibt eine Schule im Dorf.